# Đá Én Đất
Đá Én Đất là một rạn san hô thuộc cụm Nam Yết của quần đảo Trường Sa. Đá này có kích thước lớn nhất cụm, nằm tại cực đông của cụm và cách đá Núi Thị khoảng 7 hải lý (13 km) về phía đông-đông nam.
- Tên gọi: đá Én Đất; tiếng Anh: Eldad Reef; tiếng Filipino: Malvar; tiếng Trung: 安达礁; bính âm: Āndá jiāo, Hán-Việt: An Đạt tiêu.
- Đặc điểm: có chiều dài 4,5 hải lý (8,33 km).[2] Độ sâu tăng dần từ mặt nam lên mặt bắc và chỉ có vài hòn đá nổi lên với độ cao 1,3 m so với mực nước biển.[1]

Đá Én Đất là đối tượng tranh chấp giữa Việt Nam, Đài Loan, Philippines và Trung Quốc. Trung Quốc đổ bộ lên Én Đất vào tháng 5 năm 1989. Ngày 28 tháng 4 năm 1990, Bộ Ngoại giao Việt Nam đã gửi công hàm phản đối hành động cho quân chiếm đá Én Đất của phía Trung Quốc.

## Hình ảnh
| đảo Ba Bình bãi Bàn Than đảo Sơn Ca đá Núi Thị đá Én Đất đảo Nam Yết đá Lạc đá Ga Ven Vị trí của đá Én Đất (nguồn: NASA). Tài liệu hàng hải quốc tế gọi khu vực rạn san hô vòng dạng hở này là Tizard Bank. |